# 100% verliebt
100% verliebt ist ein Lied der deutschen Pop- und Schlagersängerin Vanessa Mai, das im Juni 2025 erschien.

## Entstehung und Artwork
Das Lied wurde von der Interpretin selbst, zusammen mit den Koautoren Matthias Zürkler (B-Case) sowie dem Brüderpaar Christoph und Daniel Cronauer, geschrieben. B-Case und Christoph Cronauer zeichneten zudem gemeinsam für die Produktion verantwortlich, während B-Case darüber hinaus auch die Abmischung tätigte. Das Mastering erfolgte durch das Team vom Mixcube Studio aus Österreich.
Vanessa Mai kehrt bei der Produktion ihres neuen Albums, nach zwischenzeitlich zwei veröffentlichten Alben, zu ihren alten Autoren und Produzenten B-Case, Christoph- und Daniel Cronauer zurück. Alle drei arbeiteten bereits in den Jahren 2019 bis 2022 mit ihr zusammen, zumeist auch in gemeinsamer Funktion. Aus der Zusammenarbeit gingen die Alben Für immer (Januar 2020), Mai Tai (März 2021), Metamorphose (August 2022), mit diversen Singleauskopplungen wie der Charthit Melatonin (Februar 2022) oder auch die vorangegangenen Singles Himbeerrot (One Kiss) (September 2024), Lobby (November 2024), Von London nach New York (Januar 2025) und Sorry Sorry (April 2025), hervor.
Auf dem Frontcover der Single ist – neben Liedtitel und Interpretenangabe – Vanessa Mai zu sehen. Es zeigt sie lediglich bis zur Brusthöhe, mit dem Rücken zur Kamera, während sie einen Schulterblick in die Kamera wirft. Bei der Titelbezeichnung werden die Punkte des Prozentzeichens mit Herzen dargestellt. Die Fotografie stammt von der Leipziger Fotografin Sandra Ludewig, die in der Vergangenheit schon diverse Fotoshootings mit Mai durchführte; und entstand während den Dreharbeiten des Musikvideos zur vorangegangenen Single Sorry Sorry.

## Veröffentlichung und Promotion
Die Erstveröffentlichung von 100% verliebt erfolgte als Single am 27. Juni 2025. Diese erschien als digitaler Einzeltrack zum Download und Streaming bei Warner Music. Warner Music war zugleich auch für den Vertrieb zuständig, verlegt wurde das Lied durch AFM Publishing, Budde Music Publishing, Edition Djorkaeff Beatzarre, Edition Teamscore, Edition Vanessa Mai sowie Fisherman Songs.
Erste Anzeichen für eine neue Veröffentlichung gab es bereits am 15. Juni 2025, als Mai erstmals den Begriff „100% verliebt“ in einem Beitrag auf ihren sozialen Medien teilte, in dem sie kommentierte: „100% verliebt in die Open Air Saison“. In den folgenden Tagen brachte Mai immer wieder den Begriff in ihren Beiträgen unter. Einen Tag vor der Singleveröffentlichung bestätigte sie schließlich den offiziellen Titel sowie die Veröffentlichung für den Folgetag. Ein offizielles Musikvideo wurde nicht gedreht, jedoch erschien am Tag der Singleveröffentlichung ein Lyrikvideo.

## Inhalt
| „100% verliebt. 100% Magie. Herzkarussell, ja, du bist genau mein Typ. Du sprengst meine Fantasie. 100% verliebt. Sowas hatt ich noch nie. Denn nur mit dir krieg’ ich dieses Hochgefühl. Bin 100% verliebt.“ – Refrain, Originalauszug | Der Liedtext von 100% verliebt ist in deutscher Sprache verfasst und stammt von der Interpretin selbst sowie B-Case und dem Brüderpaar Christoph- und Daniel Cronauer. Alle Texter komponierten zugleich die Musik in der Tonart cis-Moll mit 120 Schläge pro Minute. Musikalisch und stilistisch bewegt sich das Lied in den Bereichen der Popmusik und des Schlagers, mit Elementen aus der Dancemusik. Inhaltlich handelt es sich bei 100% verliebt um ein Liebeslied, in dem es um die Liebe auf den ersten Blick geht („Du hast mich total erwischt […] Wir zwei sind nicht nur für ’ne Nacht bestimmt […] 100% verliebt verliebt, sowas hatt ich noch nie“). Der Text erzähle von diesem alles verändernden Moment: „Ein Blick und plötzlich steht die Welt still“. „Da ist was in deinem Blick, was mich heut‘ Nacht nicht schlafen lässt“ – so beginne eine Geschichte, die zwischen Fantasie und Realität wechsele, zwischen ersten Annäherungen und dem Gefühl, als hätte man sich längst gekannt. Im Refrain gipfele alles in einem euphorischen Bekenntnis: „Zum allerersten Mal bin ich 100% verliebt […] Herzkarussell, ja du bist genau mein Typ“ – ein Herz, das sich nicht länger zügeln lasse. |

Aufgebaut ist das Lied auf einem Intro, zwei Strophen und einem Refrain. Es beginnt mit dem Intro, das lediglich aus zwei Zeilen besteht und auf die ersten beiden Zeilen des Refrains zurückgreift. An dieses schließt sich die erste Stroph an, die als Achtzeiler geschrieben wurden. Auf die erste Strophe folgte zunächst der Prechorus, der ebenfalls zwei Zeilen umfasst, ehe der eigentliche Refrain einsetzt. Der Refrain ist ebenfalls als Achtzeiler geschrieben und klingt mit dem Postchorus aus, der wiederum aus vier Zeilen besteht und überwiegend, mit Ausnahme der Abschlusszeile „100 % verliebt“, aus einer mehrfachen Aneinanderreihung beziehungsweise der Wortwiederholung „Oh-oh“ besteht. Der gleiche Aufbau wiederholt sich mit der zweiten Strophe, wobei das Lied zugleich mit dem zweiten Refrain beziehungsweise dessen Postchorus endet. Der zweite Postchorus wurde um eine Zeile, einer Wiederholung der Abschlusszeile, erweitert.

## Mitwirkende
| Liedproduktion - Christoph Cronauer: Komposition, Liedtext, Musikproduktion - Daniel Cronauer: Komposition, Liedtext - Vanessa Mai: Gesang, Komposition, Liedtext - Mixcube Studio: Mastering - Matthias Zürkler (B-Case): Abmischung, Komposition, Liedtext, Musikproduktion Visualisierung - Sandra Ludewig: Fotografie | Unternehmen - AFM Publishing: Musikverlag - Budde Music Publishing: Musikverlag - Edition Djorkaeff Beatzarre: Musikverlag - Edition Teamscore: Musikverlag - Edition Vanessa Mai: Musikverlag - Fisherman Songs: Musikverlag - Warner Music Group: Musiklabel, Vertrieb |

## Rezensionen
Kevin Drewes vom Schlagerpuls charakterisierte 100% verliebt als Soundtrack für den Sommer: „leichtfüßig, euphorisch und aufgeladen mit genau dem Hochgefühl, das sich einstellt, wenn das Herz plötzlich ein Eigenleben entwickelt“. Das Lied sei pure Endorphin-Freigabe in Popschlager-Form, ein treibendes Liebeslied, das zwischen Tagtraum und Tanzfläche pendele und sofort ins Ohr gehe.
Ein Rezensent vom deutschsprachigen Online-Magazin Pop-Himmel ist der Meinung, das bei 100% verliebt Pop und Schlager auf Dance-Elemente treffen würden, wobei das Lied voller Leichtigkeit und Unbeschwertheit sei.
Andreas Breitkopf vom Hitbarometer nannte 100% verliebt einen Sommerhit mit Herzklopfen-Garantie. Mai bringe hiermit pünktlich zum Start in die heiße Jahreszeit den passenden Soundtrack für alle, die Schmetterlinge im Bauch spüren oder sich danach sehnen würden. Das Lied mische pulsierenden Schlagerpop mit einer Leichtigkeit, die sofort gute Laune mache – perfekt für lange Sommernächte, Tagträume am See oder spontane Tanzpausen in der Küche. Die eingängige Hookline, gepaart mit einem Text, der die Magie des ersten Blicks einfange, sorge für echtes Gänsehaut-Feeling.

## Chartplatzierungen
100% verliebt verfehlte den Einstieg in die Singlecharts, konnte sich jedoch am 11. Juli 2025 auf Rang 27 der wöchentlichen deutschen Konservativ Pop Airplaycharts platzieren.